# 未来高等学校
未来高等学校（みらいこうとうがっこう）は、2007年（平成19年）に開校した愛媛県松山市一番町一丁目にある通信制私立高等学校。設置者は学校法人河原学園。

## 概要
未来高等学校は、生徒の多様な背景や学習ニーズに対応した柔軟な教育体制を整えており、「感謝の心を育てる」ことを教育理念として掲げている。
高等学校通信制課程の特性を生かした教育を展開し、豊かな人間性と自律・自立の力を養い、人のため、社会のために貢献できる人間の育成を目指している。

## 所在地
学習拠点として、松山本校・新居浜校・東海キャンパスのほか、今治市および宇和島市でもスクーリングを実施している。各地に学習センターも設置しており、一部地域を除き全国からの入学が可能である。
- 松山本校：愛媛県松山市一番町1-1-3
  - 宇和島スクーリング会場（宇和島市総合福祉センター）
  - 今治スクーリング会場（今治地域地場産業振興センター）
- 新居浜校：愛媛県新居浜市坂井町1丁目9-23
- 東海キャンパス：愛知県知立市池端3-1

＜学習センター一覧＞
- 関東地区　埼玉東、埼玉西、千葉、東京城東、国立
- 中部地区　富山中央、富山、山梨、静岡、名古屋
- 近畿地区　神戸
- 中国地区　島根、山口東、山口下関、山口西
- 四国地区　徳島、香川中央
- 九州地区　福岡西、熊本、大分南、大分北、沖縄

なお、秋田県・山形県・福島県・三重県・奈良県の在住者は入学できない。

## 松山本校
松山本校は、5つの学習コースを設けている。通信制高校でありながらも、全日制高校のように毎日通える平日コースもあり、体育祭や文化祭、修学旅行、遠足といった学校行事も行われている。
進路指導では、河原学園グループの専門学校の教育資源を活かして、業界プロによる特別授業や高専連携授業を定期的に実施。生徒は職業観や専門知識を早期に養うことが可能となっている。
- 平日コース（週5日登校）
  - スーパー特進クラス
大学進学を目指す少人数クラス
  - アニメアートクラス
デザイン・アート・イラストを学べるクラス
  - 基礎学習クラス
国語・数学・英語の基礎力定着を目指すクラス
  - ITビジネスクラス
パソコンやビジネス関係の資格取得を目指すクラス
  - 芸能・演劇クラス
ダンスや発生による表現力養成のクラス
  - eスポーツクラス
eスポーツ技術の向上を目指すクラス
- 週2日コース（週2日登校）
週2日の登校で学校行事にも参加可能な、学業と私生活の両立を図る生徒向けのコース。
- 通信制基本コース（月2日登校）
自宅学習中心の月2回登校で、仕事や趣味、スポーツに集中できるコース。
- 集中スクーリングコース（年14日程度登校）
自宅でのレポート・放送視聴と年間14日程度の登校で3年間での卒業を目指すコース。
- オンラインコース（年14日程度登校）
バーチャル教室による支援を受けつつ、年間14日程度の登校で3年間での卒業を目指すコース。

## ダブルスクール制度
松山本校では、同じ河原学園グループの河原調理専門学校高等課程にも同時に入学できる「ダブルスクール制度」を利用できる。この制度を利用すれば、高校卒業資格の取得と調理師免許の取得を、3年間で同時に目指すことが可能である。。

## 沿革
- 1999年 - 国際情報高等学院開校（未来高等学校の前身）。情報システム科・情報ビジネス科を設置。県外の通信高校の愛媛キャンパスとして標準コース・集中コースを開設。愛媛県初の技能連携校となる。
- 2000年 - 国際情報高等学院新居浜キャンパスを開設。
- 2007年 - 広域通信制未来高等学校開校。平日コース・通信制基本コース・集中スクーリングコース（いずれも3年制）を設置。
- 2008年 - 国際情報高等学院を閉校。週2日コースを開設。新居浜校を新居浜分校（2020年 新居浜校に改称）とする。
- 2022年 - オンラインコースを新設。

## 未来高等学校 富山中央学習センター
未来高等学校のサポート校として2018年に開校。富山みらい学園が運営。通称「未来富山」。野球に特化し、コースは「アスリートコース」（募集人員30名）の他に、「総合学習コース」「介護福祉コース」を若干名募集している。
野球部員が在籍する「アスリートコース」は通信制ながら魚津市の寮（洗足学園魚津短期大学跡地の施設を活用）で共同生活し、午前中2～3時間プリント学習に取り組み、練習は午後1～5時に魚津桃山運動公園野球場などで行っている。勉強が苦手でも野球を続けられる環境を提供し全国から球児が集まり、2022年時点では全校生徒が野球部員で、取材で訪れた斎藤佑樹は「色んな形が増えることによって野球をやりたいと思う子供たちが増えるかもしれない」と語っている。なお、未来高の系列校のうち、野球部があるのは富山と沖縄だけである。
2017年夏に花咲徳栄の遊撃手として甲子園優勝を経験し、富山県の社会人野球チーム「BANDITS BASEBALL CLUB」（現・IMF BANDITS富山）でプレーした岩瀬誠良が「富山の高校野球を盛り上げたい」と、2022年に22歳で野球部監督に就任。2023年9月に退任後、角鴻太郎（日大三高時代に甲子園出場、元ヤクルト・角富士夫の長男）が監督に就任。角は「選手は野球をやりたい強い決意を持って富山に来ており、応援してほしい」と呼び掛けている。
2025年夏、「野球に打ち込みたい」と長野県から入学した侍ジャパンU-18代表候補のエース・江藤蓮を擁し、富山県大会初優勝を果たし、春夏通じて初の甲子園出場を決めた。応援スタンドは準決勝まではほぼ保護者だけだったが、決勝では日頃練習試合を行っている魚津工業の野球部員や、エースの江藤蓮ら4人が中学時代に所属した千曲ボーイズの選手・保護者ら約130人が駆け付けた。

## 主な出身者
- 宜保翔 - プロ野球選手（オリックス・バファローズ） ※未来高等学校沖縄
- 大城元 - プロ野球選手（読売ジャイアンツ） ※未来高等学校沖縄

## 関連施設
- 中山キャンパス（旧中山高等学校）：愛媛県伊予市中山町出渕2-105-10
松山本校の体育や特別活動などに利用
- KAWAHARA e-Sports Stadium：愛媛県松山市湊町3丁目5-1
松山本校のeスポーツクラスの練習施設として利用